# کیتی لاتز
کیتلین ماری لاتز (انگلیسی: Caity Marie Lotz؛ زادهٔ ۳۰ دسامبر ۱۹۸۶) مشهور به کیتی لاتز بازیگر، خواننده، مانکن و هنرمند رقص اهل ایالات متحده آمریکا است. وی از سال ۲۰۰۵ میلادی تاکنون مشغول فعالیت بوده است.
عمده شهرت وی به دلیل حضور در نقش سارا لنس در سریال‌های دنیای مشترک کماندار می‌باشد.

## گزیدهٔ آثار

### سینما
- پیمان (۲۰۱۲)
- ۴۰۰ روز (۲۰۱۵)
- ماشین (۲۰۱۳)
- دره مرگ (۲۰۱۲)

### تلویزیون
- افسانه‌های فردا (۲۰۱۶–تاکنون)
- پیکان (۲۰۲۰–۲۰۱۳)
- مد من (۲۰۱۵–۲۰۱۰)